# Optofluidică
Optofluidica este un domeniu de cercetare și tehnologie care combină avantajele fluidicii (în special ale microfluidicii) și ale opticii. Printre aplicațiile acestei tehnologii se numără afișaje, biosenzori, dispozitive de laborator pe cip, lentile și instrumente de imagistică moleculară și energie.

## Istoric
Ideea dispozitivelor optico-fluidice poate fi urmărită cel puțin până în secolul al XVIII-lea, când au fost propuse (și în cele din urmă dezvoltate) bazine de mercur învârtitoare ca telescoape cu oglinzi lichide. În secolul al XX-lea au fost dezvoltate noi tehnologii, cum ar fi laserele cu coloranți și ghidurile de undă cu miez de lichid, care au profitat de capacitatea de acordare și de adaptabilitatea fizică pe care lichidele o ofereau acestor sisteme fotonice nou apărute. Domeniul optofluidicii a început să apară în mod oficial la mijlocul anilor 2000, pe măsură ce domeniile microfluidicii și nanofotonicii se maturizau, iar cercetătorii au început să caute sinergii între aceste două domenii. Una dintre aplicațiile principale ale acestui domeniu este pentru produsele de tip lab-on-a-chip și biofotonice.

## Societăți și transfer de tehnologie
Cercetarea în domeniul optofluidicii și în domenii conexe a dus la formarea unui număr de produse noi și de companii nou înființate. Varioptic este specializată în dezvoltarea de lentile bazate pe electrofuziune pentru numeroase aplicații. Optofluidics, Inc. a fost lansată în 2011 de la Universitatea Cornell cu scopul de a dezvolta instrumente pentru captarea moleculară și diagnosticarea bolilor pe baza tehnologiei rezonatorilor fotonici. Liquilume, de la UC Santa Cruz, este specializată în diagnosticarea moleculară bazată pe ghiduri de undă cu săgeți.
În 2012, Comisia Europeană a lansat un nou cadru COST care se ocupă exclusiv de tehnologia optofluidică și de aplicațiile acesteia.